# Бозменський шлях

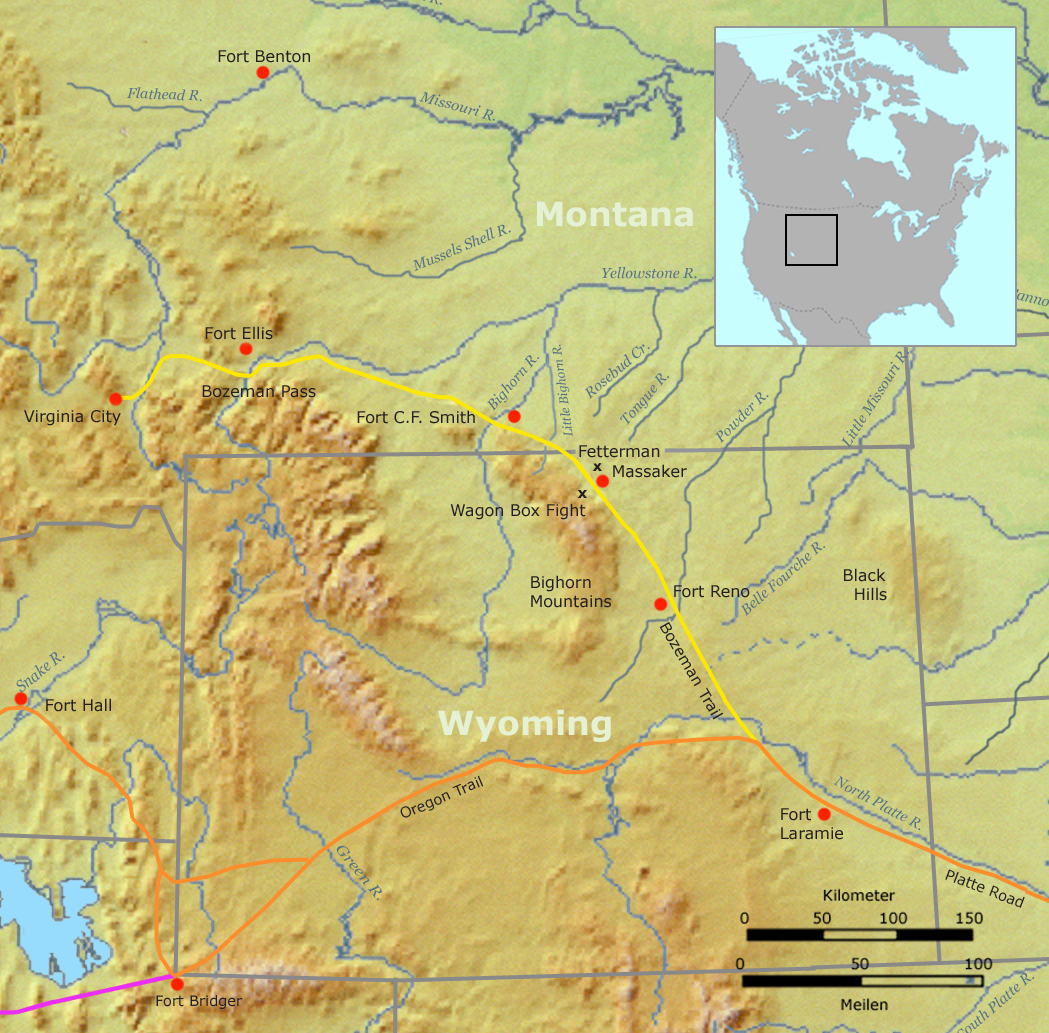

Бозменський шлях — дорога в США, якою першопроходці переправлялись з Центральної Америки на Захід США. Прокладена через індіанські землі народу лакота в другій половині XIX століття, виходила на Орегонський шлях.
Заснована у 1863 році дослідником і золотошукачем Джоном Бозменом і Джоном Джейкобсом, які шукали прямий шлях з Вірджинія-Сіті (Монтана) в центральний Вайомінг, для зв'язку з Орегонським шляхом. Бозмен також очолив на цьому шляху першу велику групу з близько 2000 поселенців в 1864 році. Бозменський шлях був найбільш прямим і найповноводнішим з усіх попередніх трактів в Монтану.
Наплив першопрохідців та проведення інженерних робіт призвели до невдоволення та запеклого опору корінних жителів цих територій. Саме тут армія Сполучених Штатів провела кілька військових кампаній проти індіанців.
У 1880-х роках, коли «золота лихоманка» спала, Бозменський шлях став використовуватися для перегону скотини.